# Tramlijn Haarlem - Alkmaar
De tramlijn Haarlem - Alkmaar is een tramverbinding op meterspoor van Haarlem naar Alkmaar, die bestond van 1896 tot 1924.

## Geschiedenis
In 1896 en 1897 opende de Société Anonyme Belge de Tramways Néerlandais (Haarlem et extensions) de bijna 30 kilometer lange metersporige stoomtramlijn Haarlem (Kennemerplein) – Schoten – Santpoort – Velsen – Beverwijk – Castricum – Limmen – Heiloo – Alkmaar (Nieuwlandersingel). In 1902 werd het beheer overgenomen door de Maatschappij tot Exploitatie van Tramwegen. In 1909 kwam de tramlijn in handen van de Noord-Zuid-Hollandsche Tramweg-Maatschappij (NZHTM of kortweg NZH).

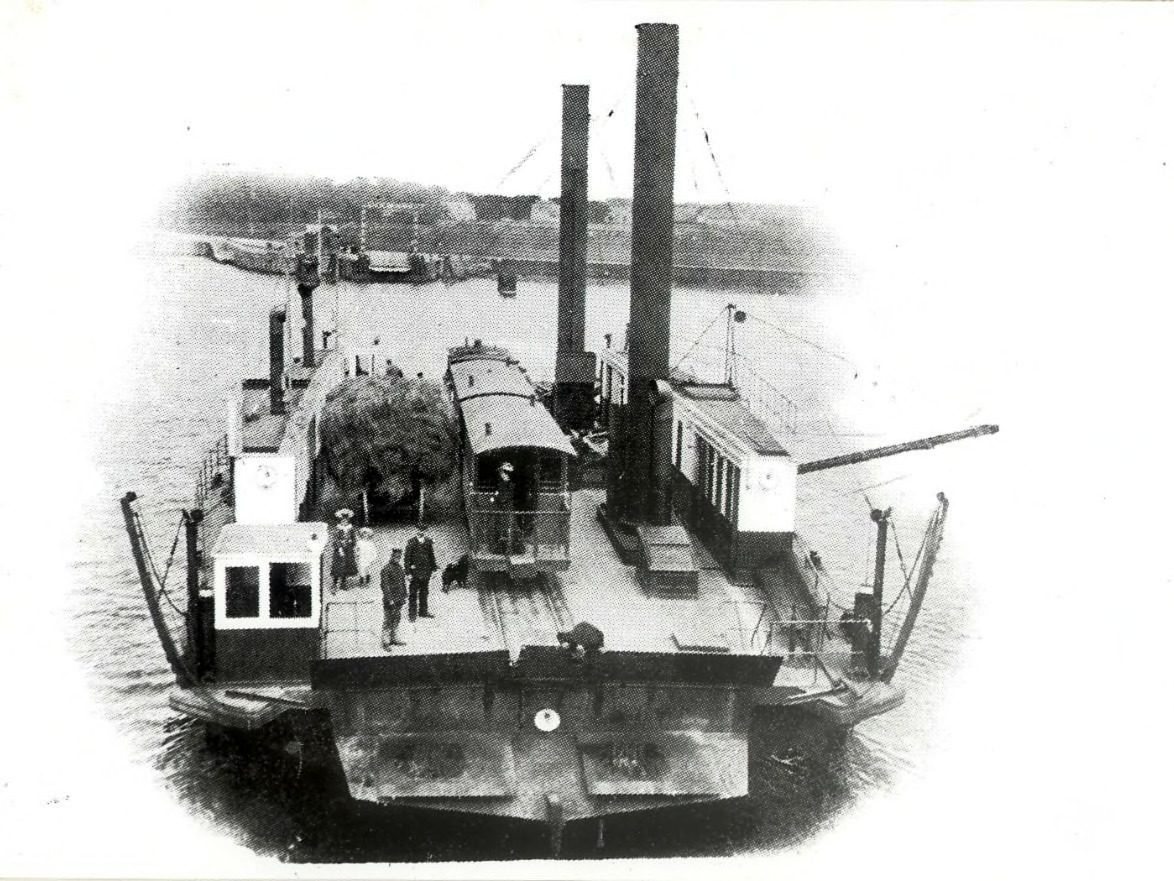
De stoomtram op de stoompont over het Noordzeekanaal

In Haarlem vertrokken de trams van het Kennemerplein aan de noordzijde van het station. In 1913 werd het beginpunt verplaatst naar het Soendaplein in Schoten, het latere Haarlem-Noord, dat toen tevens het eindpunt werd van de normaalsporige stadstram. De stoomtrams staken bij Velsen het Noordzeekanaal over; eerst via de Velservoetbrug, een lage draaibrug, maar na de verbreding van het kanaal in 1906 met de Velserpont, toen een stoompont, met passagiers en al. De locomotief uit de richting Alkmaar mocht vanwege zijn gewicht niet meevaren en bleef achter op de noordoever waarna de andere locomotief uit de richting Haarlem werd aangekoppeld. In Beverwijk werd door de Breestraat gereden.
Er zijn na de eeuwwisseling enkele malen plannen gemaakt om in ieder geval het trajectgedeelte Haarlem – Velsen te elektrificeren. Deze plannen vonden geen doorgang. In 1924, het jaar van introductie van de Blauwe Tram in andere delen van het NZH-vervoergebied, werd deze lijn vervangen door de autobus. De rechtstreekse verbinding Haarlem - Alkmaar, jarenlang verzorgd door NACO-lijn W, werd begin jaren zeventig verbroken. De Connexxion-buslijnen 73 en 167 volgen grotendeels deze route en kunnen als opvolger van de tram worden gezien.

## Trivia
Er bestond het "Stoomtram-spel Haarlem-Alkmaar", een variant van het Ganzenbordspel waarbij de 63 vakjes plaatjes en wetenswaardigheden van de haltes van de stoomtram bevatte.   